# Percherón
El caballo percherón es una raza equina empleada habitualmente para el tiro, debido a su robustez y resistencia.

## Historia
Esta raza se originó en la provincia de Perche, cerca de Normandía, en Francia. Este caballo procede del caballo árabe.[cita requerida]
Se cree ampliamente que el caballo árabe jugó un papel importante en el desarrollo del percherón. En las cruzadas, la casta de percherón fue reconocida ampliamente como excelente por su fuerza y entereza, así como por su belleza y estilo. Se atribuye a Rotrou III, conde de Perche, el haber introducido esta raza en su territorio tras haberla conocido participando en la Reconquista junto a su primo, Alfonso I el Batallador.
En el siglo XVII los caballos producidos en Le Perche tenían una fama muy extendida. El percherón del siglo XIX se adaptó a tirar de los coches pesados del correo en Francia.
En 1823, un caballo llamado Jean le blanc fue cruzado con una yegua en Le Perche y todos los descendientes de percherón se remontan directamente a este caballo.
En 1839 son exportados a los Estados Unidos por Edward Harris de Moorestown, de Nueva Jersey. A Ohio llegaron, en 1851, los primeros sementales: Normandy y Louis Napoleón. Louis Napoleon se vendió después en Illinois y se quedó en manos de la familia de Dillon, que formaron la Asociación de Percheron. Esta raza se convirtió en el caballo favorito del granjero americano y del carretero que trasladaba carga rápidamente por las calles de las ciudades de toda la nación, en la que se vendieron miles de ejemplares durante la segunda mitad del siglo XIX y hasta la Segunda Guerra Mundial. Tras la contienda, la introducción del tractor en la granja moderna hizo que la raza casi se extinguiera, y el percherón fue casi olvidado. Sin embargo, un grupo de granjeros, incluyendo muchos Amish, se dedicaron a la preservación de la raza.
En 1960 se vivió un renacimiento en la economía y los americanos redescubrieron la utilidad del caballo. Los percherones regresaron entonces a las granjas pequeñas para trabajar en los campos. Miles de percherones se usan desde entonces para recreo, tiro de trineos y desfiles. Se muestran en competición en muchos estados y en las ferias locales por todo el país. Son una atracción en muchas calles de las ciudades, tanto tirando de carruajes, como con adornos comerciales en las áreas turísticas de muchas de las ciudades más importantes.
Históricamente, se han utilizado también en otros países. Por citar un ejemplo, fueron los encargados de acarrear los rieles que entraban a la Cervecería San Carlos, en San Carlos, Argentina. Igualmente, la Cervecería Bavaria en Colombia los introdujo a finales del siglo XIX para el transporte y comercializacion de cerveza. 

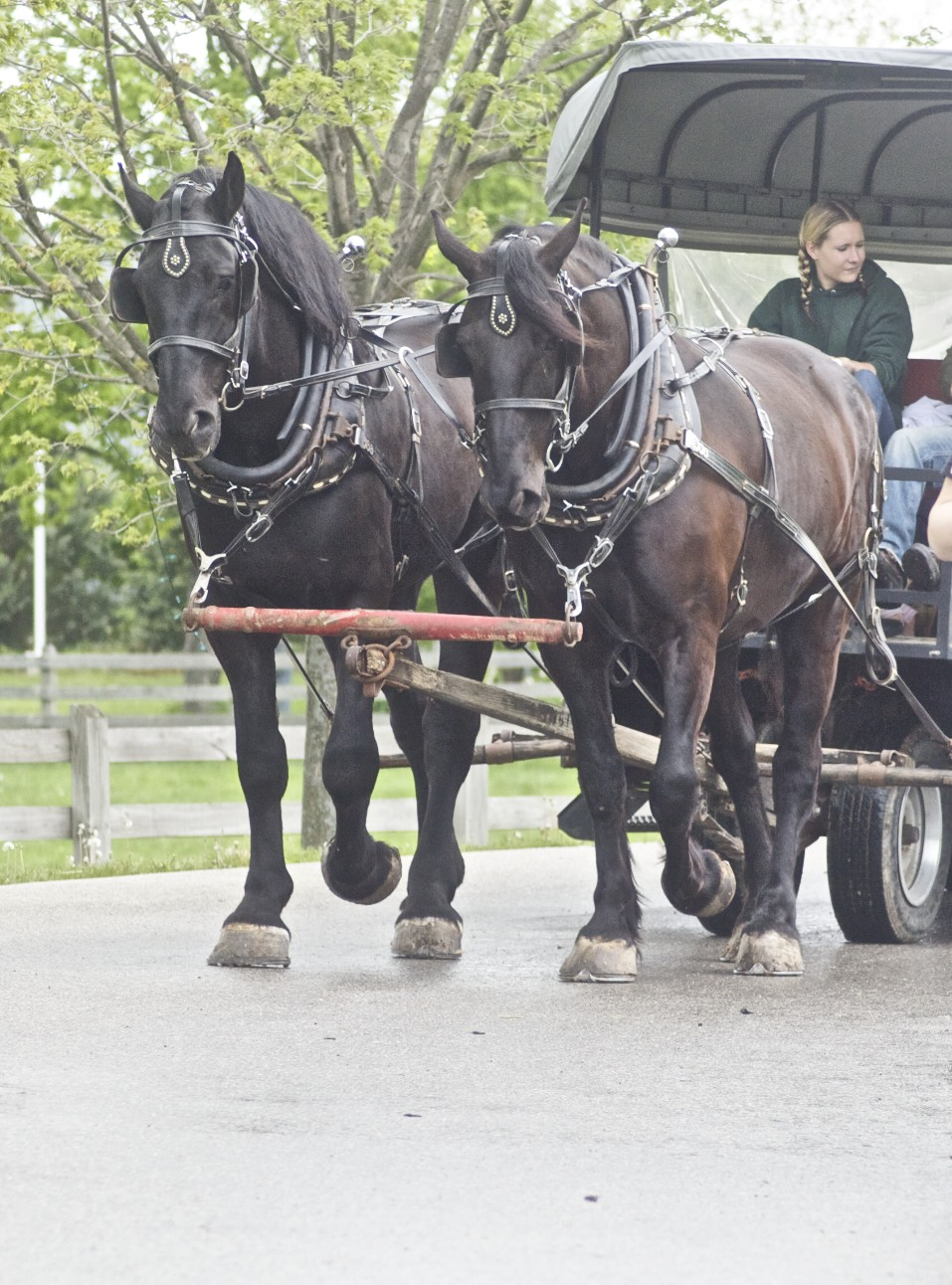
Dos caballos percherones.

## Características
El caballo percherón destaca por tener la cabeza elegante que se ensancha entre los ojos, tienen una cola larga y muy espesa y un torso robusto, sus patas son cortas pero muy fuertes y están dotadas de unos cascos muy duros. Son resistentes a la mayoría de las condiciones climáticas y si se les traslada a otros climas se adaptan con facilidad y rapidez.
Su alzada va desde 1,50 a 1,62 que pueden medir las yeguas, hasta 1,70 que pueden llegar a alcanzar los machos.  Por lo general suelen ser de capa torda o castaño oscuro. A esta raza se la conoce por su buen carácter, su docilidad y su espíritu trabajador. Tienen fuerza y son rápidos en sus movimientos. Las tareas que se les suelen encomendar son: el tiro, la agricultura, el transporte y la crianza. 
- Cuerpo

Cuello corto, ancho y musculoso, ligeramente arqueado. Crin abundante. Cruz prominente. Espalda inclinada y musculosa. Pecho ancho y profundo. Dorso firme. Grupa amplia y redondeada (puede ser doble). Inserción alta de la cola. Extremidades cortas y muy musculosas y cascos grandes y resistentes. 
- Cabeza

Bastante alargada, pero armoniosa y expresiva. Mejillas robustas y pequeñas en comparación con las dimensiones del animal. Frente ancha y orejas muy móviles y cortas, dirigidas hacia delante. Ojos grandes y mirada generosa. Perfil recto u obtuso. Grandes ollares. 
- Alzada

Existen dos variables distintas. La pequeña (para tiro pesado rápido) presenta una alzada a nivel de la cruz comprendida entre 1,50 y 1,65 m. La grande (tiro pesado) tiene una estatura entre 1,65 y 1,80 m. 
- Pelaje

Se aceptan todas las gradaciones de negro o gris. El gris tordo y el negro azabache son muy apreciados. El morcillo o el roano se encuentran ocasionalmente. 
Peso 
Entre 500 y 800 kg. los pequeños y entre 700 y 1.200 kg. los grandes. 
- Carácter

Resistente, enérgico, inteligente, dócil, trabajador y (como casi todos los caballos) tozudo.
Por su impresionante corpulencia, puede llevar pesados carruajes, transportar más de 25 personas y arrastrar toneladas de peso. Por otro lado, gracias a su resistencia puede recorrer una media de 60 kilómetros al día. En el siglo XIX, el percherón “grande” fue utilizado incluso para el tiro de ómnibus urbanos. A pesar de sus impresionantes medidas, el percherón no carece de gracia en sus movimientos. Su flexibilidad y agilidad son notables, como ha demostrado en numerosos espectáculos realizando todo tipo de saltos, pasos y piruetas. Muchos percherones son utilizados en el volteo por su gran docilidad y temperamento tranquilo.

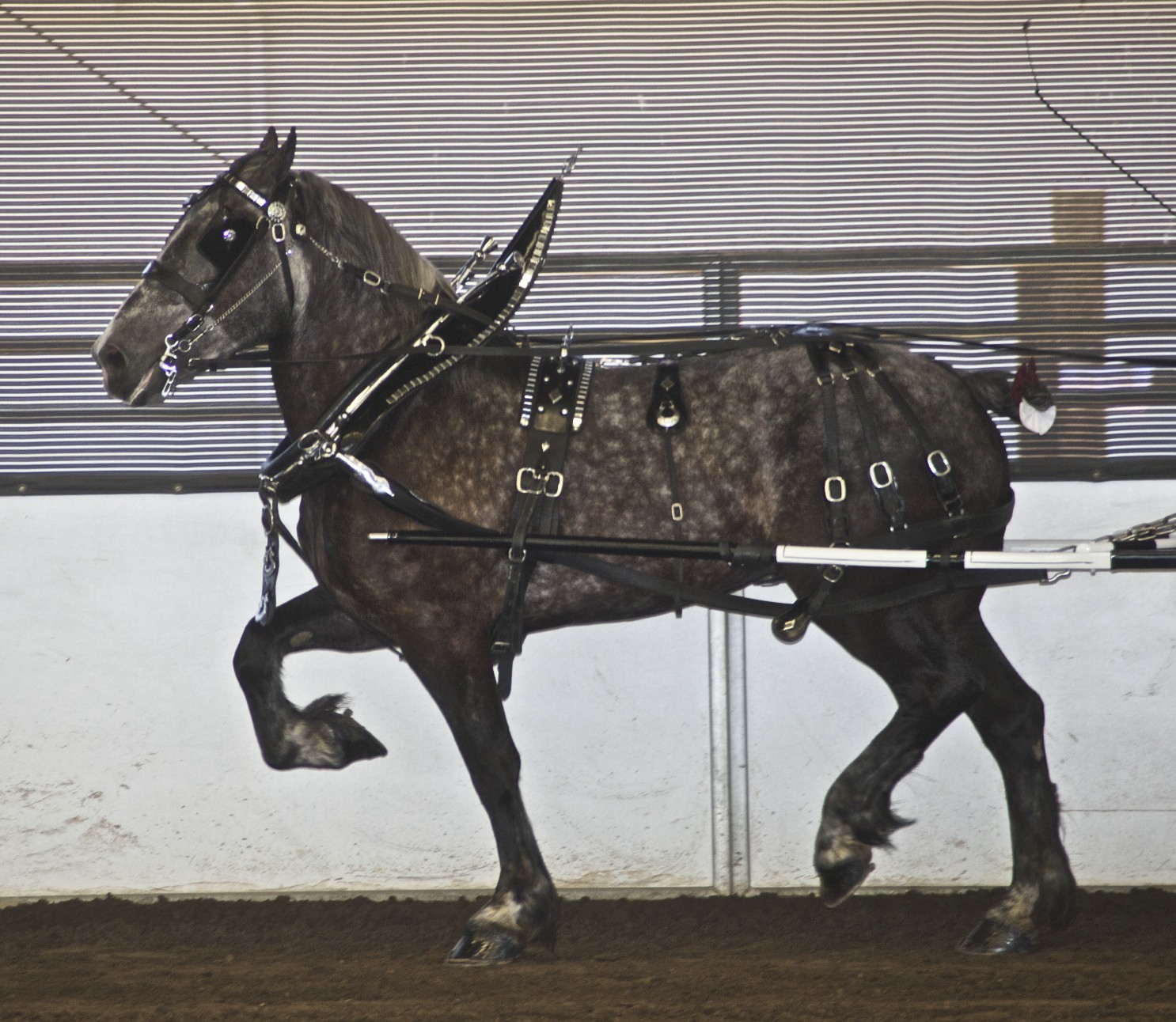
Caballo percherón color café.

### Raza percherón
Es una mezcla de razas con el aporte de la procedencia del caballo árabe, repartida por las regiones de la Perche, Normandía y Orleanés, en el año 732. En estas ricas tierras, la población se dedicaba en su mayor parte a la cría del ganado. Se debe su origen al trabajo de un grupo de granjeros.
Su fertilidad y la propicia topografía del suelo favorecieron el desarrollo de una excelente raza caballar. Onduladas praderas de pastos naturales, surcadas por ríos caudalosos e infinidad de riachuelos con valles cubiertos de bosques.
Con el objeto de preservar y fomentar las razas caballares, se crearon en Francia en el año 1639 los Haras Nacionales y el ministro Colbert decretó en el año 1655 las condiciones de la nueva organización que permite confiar a particulares animales adquiridos por el Estado. Desde 1730 prestaron servicio allí reproductores de silla. En 1809 fueron introducidos los primeros reproductores inscritos en los registros como animales de tiro, con mención de su origen Bulonés o de Cauches.
Es un animal bien proporcionado, con huesos duros y de pie firme y fuerte, utilizado para carruajes y trabajo. El percherón es el caballo de tiro más popular. Destinado a trabajos agrícolas o urbanos, es un trabajador de gran envergadura, consagrado al tiro de todo tipo de cargas. Aunque según su constitución, la raza se articula alrededor de dos tipos distintos de percherón: el grande, de mayor peso y altura, destinado al tiro pesado; y el pequeño, de menores dimensiones, para el tiro ligero; en ambos casos su temperamento es el mismo. Su aspecto es colosal, pero tiene una estructura tan proporcionada que no aparenta lo pesado que es. En su conjunto es compacto.